# Rosenheim, Altenkirchen
Rosenheim là một đô thị thuộc huyện Altenkirchen, trong bang Rheinland-Pfalz, phía tây nước Đức. Đô thị Rosenheim, Altenkirchen có diện tích 4,1 km², dân số thời điểm ngày 31 tháng 12 năm 2006 là 743 người.